# Inácio Borges de Barros
Inácio Borges de Barros, primeiro e único barão de Rio Fundo (São Pedro do Rio Fundo, 1804  — Santo Amaro, 10 de maio de 1870), foi um coronel e fazendeiro brasileiro.
O Coronel Inácio Borges de Barros, casou-se com D. Maria Rosa de Souza Góis Moreira de Pinho, filha de Antonio Joaquim Moreira de Pinho e, em segundas núpcias, com D. Rosa Maria de Araújo Gomes de Sá , filha de Antonio Gomes de Sá com sua prima Antonia Gomes de Sá Queiroz.
Recebeu o título de Barão do Rio Fundo em 02 de setembro de 1859, faleceu na cidade de Santo Amaro, na Bahia em 10 ou 20 de março de 1870, deixando muitos filhos.